# Radweg Berlin–Hameln
Der Radweg Berlin–Hameln (kurz: RBH) verbindet mit einer Gesamtstrecke von 416 km das Weserbergland (Hameln) mit dem Brandenburg-Potsdamer Havelgebiet (Berlin) und quert dabei das Leinebergland, die Hildesheimer Börde, die Schöppenstedter Mulde, die Magdeburger Börde, die Elbauen, den Fläming und die Zauche. Auf der Gesamtstrecke sind (nur) ca. 2000 Höhenmeter zu bewältigen (d. h. 5 m pro km); extreme Anstiege gibt es nicht. Die Gesamtstrecke ist somit bei moderater Reisegeschwindigkeit in sechs Tagesetappen zu schaffen.
Zwei Grundideen bestimmen die Wegführung: Zum einen bietet der RBH eine weiträumige West-Ost-Verbindung nördlich der deutschen Mittelgebirge und vermeidet im Unterschied zum Europäischen Radfernweg R1 erhebliche Steigungen am Harzrand. Zum anderen ist die Streckenführung so gewählt, dass überwiegend autoverkehrsferne, gut radelbare Wege genutzt werden.
In Niedersachsen ist der RBH vollständig (d. h. zwischen Hameln und Schöningen mit dem Forschungsmuseum Schöningen) ausgeschildert; in Sachsen-Anhalt (zwischen Hötensleben und Üplingen) und in Brandenburg (zwischen Verlorenwasser–Weitzgrund–Bad Belzig und ab Bad Belzig über die Nebenroute bis Lehnin) ist dies ebenfalls der Fall. Eine weitere Ausschilderung ist in Planung. Der ADFC-Hildesheim betreut den RBH und stellt auf der Homepage vielfältige Karten, Geodaten sowie eine Smartphone-App (für Android) zur Verfügung, mit denen die Wegführung leicht nachvollziehbar bzw. navigierbar ist.
Besonderes Interesse findet der RBH bei Menschen, die abseits der großen Verkehrs- und Touristenströme die Schönheit unterschiedlicher Landschaftsformen betrachten möchten und die sich für die kulturellen Attraktionen der Städte (Hameln, Hildesheim, Wolfenbüttel, Schöppenstedt, Schöningen, Schönebeck/Bad Salzelmen, Bad Belzig, Lehnin, Potsdam) ebenso interessieren wie für das eher stille, aber in seiner Vielfalt gleichwohl beeindruckende Leben auf dem Lande und in dessen Dörfern. Dabei lässt sich manches Kleinod entdecken.

## Geschichte des Radwegs
Zu Beginn der 2000er Jahre fasste Uwe Jenss vom ADFC Hildesheim den Plan, einen Radweg durch die Hildesheimer Börde auszuarbeiten, um weitere interessante Radtouren in der Region zwischen den urbanen Großregionen Hannover und Braunschweig sowie in der ländlichen Umgebung von Hildesheim zu erschließen. Dieses Vorhaben weitete er bald schon aus und bezog die Magdeburger Börde ein. Das vergleichende Durchqueren dieser beiden sehr fruchtbaren Ackerlandschaften hatte für ihn einen ganz besonderen Reiz, zumal er die vielgestaltige Tallandschaft der Schöppenstedter Mulde als Verbindung nutzen konnte.
Schließlich erweiterte Uwe Jenss sein Vorhaben nochmals: Ein Radfernweg sollte entstehen – auch als Alternative zum R1, dessen Wegführung z. B. entlang des Harzrandes sehr mühsam ist und der den waldreichen Fläming sehr weit südlich umfährt. Ungefähr zehn Jahre hat Uwe Jenss gebraucht, um all die kleinen Wege zu erkunden, die er dann letztlich zu einer Strecke zusammenfügen konnte, die über 400 km weitgehend Bundesstraßen meidet und dabei zugleich die gewünschte West-Ost-Richtung einhält. Er vermutete zudem, dass in dem nach der Wende entstandenen „Groß-Berlin“ der Bedarf nach mehr Fernradwegen entstand, und schuf eine Alternative zum R1 und zu den Strecken in Richtung Nord- und Südwesten. Dies war auch der Grund für die Namensgebung, in der „Berlin“ als Startpunkt gewählt wurde. Wer allerdings den zumeist von Westen kommenden Rückenwind nutzen möchte, der startet besser in Hameln.
Es gelang Uwe Jenss, die Landkreise in Niedersachsen zu einer Ausschilderung des RBH zu bewegen. In Sachsen-Anhalt und in Brandenburg war er nur teilweise damit erfolgreich. Nach seinem Tod 2013 wird die Initiative vom ADFC Hildesheim fortgesetzt. Mittlerweile werden über die Homepage nicht nur gpx-Dateien zum Download und detaillierte Streckenkarten zum Ausdruck angeboten, sondern auch eine kostenfreie Off-line-Navigationssoftware als Smartphone-App für Android. Zudem hat Karl-Heinz Arnold einen Reiseführer zum RBH im Jahr 2017 veröffentlicht, in dem das Radeln auf dem RBH als Landschaftserkundung und Kulturreise beschrieben wird.

## Streckenverlauf und Sehenswürdigkeiten

### Erster Abschnitt: Vom mittleren Weserbergland ins Leinetal und zur Hildesheimer Börde (62 km)
In der historischen Stadt Hameln beginnend führt der RBH durch das Tal der Remte und quert so ohne große Höhenunterschiede das Weserbergland in Richtung Osten. In Coppenbrügge kann eine mittelalterliche Wasserburg besichtigt werden. Mit Blick auf den Höhenzug des Ith geht es weiter nach Lauenstein und von dort in Richtung Osten nach Salzhemmendorf. Nun folgt der RBH – in Hanglage zum Thüster Berg – dem Tal der Saale. Man passiert die Dörfer Ahrenfeld, Esbeck und Sehlde und gelangt durch die Feldmark in das Leinetal nach Elze.
Von dort geht es flussabwärts nach Nordstemmen, vorbei an der oberhalb gelegenen Marienburg.
Das Leinetal wird dann in Richtung Osten verlassen. Im Abstand zur B 1 führt der RBH über Heyersum und Emmerke nach Hildesheim, das mit der Michaelis-Kirche und dem Mariendom zwei bedeutende Zeugnisse romanischer Baukunst (beides Weltkulturerbe) vorweisen kann.

### Zweiter Abschnitt: Durch die Hildesheimer Börde und entlang der Industrieregion Salzgitter nach Wolfenbüttel (52 km)
Mit Hildesheim ist auch „deren“ Börde erreicht. Der RBH führt durch die Felder dieser fruchtbaren Lößbodenregion und tangiert die Dörfer Ottbergen, Wöhle, Nettlingen, Berel und Lesse, um dann den Salzgittersee auf dem Fuhseradweg zu umfahren. Entlang der Fuhse gelangt man zum Schloss Salder, einem historischen Stadtmuseum und einer städtischen Kunstsammlung.
Durch die Feldmark geht es weiter über Heerte, Barum und Leinde, um dann ein Laubwaldgebiet zu durchqueren und an den Ortsrand von Wolfenbüttel zu gelangen. Die einstmalige Residenzstadt hat die Herzog August Bibliothek, das Lessing-Haus, das Schloss und die Fachwerkkulisse der Altstadt zu bieten.

### Dritter Abschnitt: Entlang des Elm und durch die Magdeburger Börde zur Elbe bei Schönebeck/Bad Salzelmen

#### Teilstrecke 1: Von Wolfenbüttel nach Schöningen (44 km)
In Richtung Süden folgt der RBH der Oker, um dann nach Osten in Richtung Asse abzuzweigen und über Klein Denkte und Groß Denkte in das weiträumige Tal der Schöppenstedter Mulde einzuschwenken, das im Norden vom Elm begrenzt wird. Die Wegführung geht auf halber Höhe durch die Felder und streift die Dörfer Dettum, Weferlingen und Bansleben. Entlang der Altenau wird Schöppenstedt, die Stadt Till Eulenspiegels (mit dem ihm gewidmeten Museum) erreicht.
Nun schwenkt der RBH etwas nach Süden. In Watzum kann auf einer Anhöhe inmitten des Dorfes die ursprünglich romanische und späterhin von den Tempelherrn erweiterte Kirche bestaunt werden. Eine wenig befahrene Landstraße führt nach Warle. Von dort geht es durch die Feldmark mit Blick auf den inselhaft daliegenden Heeseberg nach Ingeleben und weiter nach Jerxheim.
Der Übergang in die Magdeburger Börde findet fast unmerklich statt. Hinter Söllingen führt der RBH durch das vielgliedrige Tal der Schöninger Aue, um dann zum Elmrand anzusteigen. Hier liegt die Stadt Schöningen, hinter der man das Forschungsmuseum Schöningen erreicht, ein in avantgardistischer Architektur errichtetes Museum zur frühen Entwicklungsgeschichte der Menschheit (Schöninger Speere). Das Museum liegt direkt am Rand des ehemaligen Helmstedter Braunkohlentagebaus.

#### Teilstrecke 2: Von Schöningen nach Schönebeck/Bad Salzelmen (66 km)
Die Landstraße von Schöningen nach Hötensleben quert die Landesgrenze nach Sachsen-Anhalt. Am Ortseingang von Hötensleben sind die Grenzsicherungsanlagen der DDR erhalten und zu einem musealen Bereich gestaltet worden. Auf der Weiterfahrt durch die Feldmark bemerkt man rasch, dass die landwirtschaftlichen Flächenstücke sehr groß sind; man ist in der Magdeburger Börde angekommen.
Hinter Bansleben verläuft der RBH mitten durch die riesigen Feldmarkstücke. Voraus erhebt sich bei Üplingen, das eine als Oktogonbau sehr ungewöhnliche Gutskapelle hat, der Bullenberg. Der RBH führt mit moderater Steigung auf diesen Aussichtsberg hinauf, von dem man einen Blick auf den Vorderharz und die Bördelandschaft hat. In Eggenstedt ist am Dorfplatz eine der vier Allerquellen zu sehen, weiter geht es auf der Landstraße nach Seehausen, dessen Kirche St. Paul ein besonderes Zeugnis frühromanischer Architektur darstellt.
Durch die hügelige Feldmark radelt man weiter zum Gut Meyendorf (früheres Zisterzienserinnenkloster) und dann nach Klein Wanzleben, dem sog. „Zuckerdorf“ und einstmaligen Zentrum der DDR-Saatgutproduktion. Danach wird die Stadt Wanzleben erreicht, die in ihrem mit historischer Pflasterung hergerichteten Ortskern ein renoviertes Rathaus zeigt. Am etwas höher gelegenen Ortsrand findet sich die Burganlage (heute Hotel) mit einem Landschaftsgarten.
In Richtung Osten wird weiter geradelt und dabei dem Sülzeradweg gefolgt. Die frühere Streckenalternative verlief weiter südlich durch die Feldmark entlang der Sarre zum einstmaligen Eisenbahnknotenpunkt Blumenberg. Durch die nun sehr flache Börde geht es über Langenweddingen (hier treffen sich die beiden Streckenvarianten), Sülldorf (ehemaliges Salzsiederdorf mit Salzsee) und Welsleben nach Bad Salzelmen.
Bad Salzelmen, dieser einstmals selbstständige, nun zu Schönebeck gehörende Ort, bietet das in Funktion befindliche große Gradierwerk (von ehemals 1000 m stehen noch 400 m) sowie den angrenzenden Kurpark mit Gebäuden aus der Bäderzeit und den historischen Ortskern. Schönebeck selbst liegt direkt an der Elbe. Attraktionen sind das „Weltrad“ (Fahrradmanufaktur, Restaurant und Radlerunterkunft), die angrenzende Salineinsel als musealer Park, der modern gestaltete Rathausplatz, der in der Nähe liegende Skulpturenpark, die ehemalige Synagoge und die als Diakonieeinrichtung genutzte Burg Schadeleben.
Das Ringheiligtum Pömmelte (4 km südlich vom Ort) war am Ende der Jungsteinzeit und zu Beginn der Bronzezeit ein bedeutender Kultort. Die im Boden hervorragend erhaltenen Funde geben ungewöhnlich detaillierte Einblicke in das Leben der damaligen Zeit.

### Vierter Abschnitt: Von der Elbe durch den Fläming nach Berlin (196 km)

#### Teilstrecke 1: Von Schönebeck/Bad Salzelmen nach Lehnin (128 km)
Durch die Elbauen und über das Dorf Plötzky mit möglichem Abstecher zum Pretziener Wehr führt der RBH in die Stadt Gommern (Kulksee mit Düne und Gesteinsgarten; Wasserschloss) und von dort über eine ehemalige Kleinbahntrasse nach Dannikow. Hinter dem Dorf steigt der Wirtschaftsweg an – mit Blick auf die Doppelschlossanlage in Leitzkau. An eine große romanische Basilika wurden zwei Renaissanceschlösser angebaut. Das Ensemble steht imposant auf einer Anhöhe und ist weithin sichtbar.
Durch den Vorfläming mit seiner vielgliedrigen, von sanften Erhebungen geprägten Landschaft geht es über die Landstraße weiter zur Stadt Möckern, in deren Schloss die Grundschule untergebracht ist und hinter dem ein Landschaftsgarten liegt.
Der RBH folgt der Landstraße nach Hohenziatz und führt weiter über Klein Lübars, Lübars und Drewitz nach Magdeburgerforth. Hier, im Zentrum des (nördlichen) Hohen Fläming, ist der einstmalige Kleinbahnhof wieder in (Museumseisenbahn-)Betrieb genommen worden. In Richtung Osten radelt man sodann für 8 km durch ein geschlossenes Waldgebiet. In Dretzen kann das „Schul- und Bethaus“ besichtigt werden. Anschließend durchquert man eine abwechselungsreiche Wald- und Wiesenlandschaft und gelangt in das Tal der Buckau. Auf einer zum Radweg umgebauten ehemaligen Bahntrasse geht es dann in das Dorf Rottstock (Gemeinde Gräben).
Hinter Rottstock beginnt eine weitere Waldetappe des RBH, die über Dahlen und Weitzgrund nach Bad Belzig führt, das mit Therme, historischem Stadtkern und Burg Eisenhardt mehrere Attraktionen bietet. Die frühere Route (jetzt ausgeschilderte Nebenroute) führte über Lütte nach Dippmannsdorf (Naturbad; Quellenrundweg „Paradies“) und weiter durch das Tal der Belziger Landschaftswiesen nach Ragösen (Kunstwiese mit Weidendom) und entlang der B102 nach Golzow (Achteckige Dorfkirche) und von dort über die L81 durch die Waldregion der Zauche über Michelsdorf nach Lehnin.
Die 2025 aktualisiere Hauptroute folgt ab Bad Belzig bis Borkheide dem Europaradweg R1. Dabei führt sie über Schwanebeck in Richtung Nordosten und weiter durch die Dörfer Baitz und Trebitz (entlang der Belziger Landschaftswiesen) in die Stadt Brück und weiter bis Neuendorf. In Borkheide (Bahnstation) verzweigt der Europaradweg R1 nordöstlich in Richtung Beelitz und trifft in Petzow dann auch wieder auf den RBH.
Auf der Hauptroute des RBH geht es Richtung Lehnin weiter; dabei werden die Dörfer Borkwalde, Kanin und Busendorf durchfahren. Vor Emstal verzweigt die Route von der L88 dann nordwestlich in Richtung Lehnin. Diesen historisch so interessanten Ort, der für das dort schon zu DDR-Zeiten restaurierte Zisterzienserkloster berühmt ist, durchläuft auch die Fontane.Rad-Route. Von Lehnin, in dessen Gemeindegebiet der RBH bestens ausgeschildert ist, führt die Route dann durch ein großes Waldgebiet (mit einigen, allerdings kurzen sandigen Passagen), unterquert den Berliner Ring, erreicht Bliesendorf und führt weiter über Nebenstraßen nach Petzow, das sehr schön am Schwielowsee gelegen ist und einige Attraktionen bietet (Schloss mit Landschaftsgarten und Kunstbauten; Schinkelkirche).

#### Teilstrecke 2: Von Lehnin nach Berlin (60 km)
Von Lehnin führt der RBH auf der Fontane.Rad-Route bis Petzow, stößt dort auf den R1 und führt entlang der Havelseen bis in die Innenstadt der Landeshauptstadt Potsdam.
Hinter Potsdam geht es  über die berühmte Glienicker Brücke weiter durch den Grunewald nach Berlin-Charlottenburg und weiter über den Großen Stern direkt zum Brandenburger Tor.

## Etappenvorschläge

### Variante 6-Tage-Tour bis Potsdam
(1) Hameln–Hildesheim (62 km; (2) Hildesheim–Wolfenbüttel (52 km); (3) Wolfenbüttel–Schöningen (47 km); (4) Schöningen–Schönebeck/Bad Salzelmen (66 km); (5) Schönebeck/Bad Salzelmen–Rottstock (71 km); (6) Rottstock–Potsdam (80 km)

### Variante 6-Tage-Tour bis Berlin Brandenburger Tor
(1) Hameln–Hildesheim (62 km; (2) Hildesheim–Wolfenbüttel (52 km); (3) Wolfenbüttel–Seehausen (73 km); (4) Seehausen–Möckern (76 km); (5) Möckern–Lehnin (92 km); (6) Lehnin–Berlin Brandenburger Tor (63 km)

## Wegbeschaffenheit
Der RBH meidet weitgehend Bundes- und Landstraßen und nutzt überwiegend land- und waldwirtschaftliche Wege, deren Beschaffenheit fast durchweg radfahrfreundlich ist (betonierte oder geteerte oder wassergebundene Oberfläche). Für einige Teilstrecken müssen wenig befahrene Land- bzw. Kreisstraßen benutzt werden. Über besondere Wegverhältnisse informiert die Homepage zum RBH.

## Karten
ADFC Regionalkarten (Verlag BVA; 1:75.000)
- Weserbergland. ISBN 978-3-96990-045-1.
- Hannover und Umgebung. ISBN 978-3-87073-842-6.
- Hildesheim. ISBN 978-3-87073-849-5.
- Braunschweig und Umgebung. ISBN 978-3-87073-885-3.
- Magdeburg und Umgebung. ISBN 978-3-87073-810-5.
- Elbe/Havel. ISBN 978-3-87073-743-6.
- Potsdam/Havelland. ISBN 978-3-87073-959-1.

Kompass Fahrradkarten (1:70.000)
- Fahrradkarte Blatt 3015: Hannover, Region. ISBN 978-3-85026-554-6.
- Fahrradkarte Blatt 3040: Braunschweig, Wolfsburg. ISBN 978-3-85026-567-6.
- Fahrradkarte Blatt 3041: Elm, Helmstedt, Halberstadt. ISBN 978-3-85026-568-3.
- Fahrradkarte Blatt 3042: Colbitz-Letzlinger Heide - Wasserstraßenkreuz Magdeburg. ISBN 978-3-85026-569-0.
- Fahrradkarte Blatt 3043: Potsdam, Havelland, Fläming. ISBN 978-3-85026-272-9.
- Fahrradkarte Blatt 3038, Berlin und Umgebung, Potsdam. ISBN 978-3-85026-270-5.

Verlag Dr. Barthel Radwander- und Wanderkarten (1:50.000)
- Magdeburg und Umgebung (Blatt 71). ISBN 978-3-89591-071-5.
- Schönebeck, Zerbst/Anhalt und Umgebung. ISBN 978-3-89591-120-0.
- Hoher Fläming, Bad Belzig, Beelitz und Umgebung. ISBN 978-3-89591-154-5.
- Potsdamer Havelseen, Blütenstadt Werder und Umgebung. ISBN 978-3-89591-088-3.
- Berlin und Umgebung (Blatt 148). ISBN 978-3-89591-148-4.

Publicpress Karten (Verlag Freytag & Berndt; 1:100.000 bzw. 1:50.000)
- Hildesheim mit Leine und Innerste. ISBN 978-3-7473-0484-6.
- Braunschweig – Helmstedt. ISBN 978-3-7473-0462-4.
- Magdeburg. ISBN 978-3-7473-0306-1.
- Altmark. ISBN 978-3-7473-0337-5.
- Havelland - Potsdam. ISBN 978-3-7473-0179-1.

## Unterkunftsverzeichnis und Quartierbeschaffung
Auf der Homepage des RBH wird eine Liste der am Radweg und in den Städten verfügbaren Unterkünfte geführt. Fahrradfreundliche Gastbetriebe aus dem Bed+Bike-Portal des ADFC sind darin ausgewiesen.
Die Tourist-Informationen von Hameln, Hildesheim, Wolfenbüttel, Schönebeck, Gommern, Ziesar, Werder, Potsdam sowie Berlin vermitteln RBH-nahe Quartiere und geben weitere touristische Informationen.

## Bahnstationen als direkte bzw. nahegelegene (in Klammern) Zugänge zum bzw. Ausgänge vom RBH
Hameln, Coppenbrügge, Elze (Han), Nordstemmen, Emmerke, Hildesheim, (Salzgitter-Lebenstedt, Salzgitter-Bad, Immendorf,) Wolfenbüttel, Schöppenstedt, (Helmstedt, Eilsleben, Dreileben-Drackenstedt,) Schönebeck (Elbe), Gommern, Bad Belzig, (Brandenburg (Havel), Groß Kreuz), Borkheide, Potsdam, Berlin-Wannsee

## Verbindungen zu anderen Radfernwegen
- Hameln: Weser-Radweg
- Elze: Leine-Heide-Radweg
- Hildesheim: Innerste-Radweg; Radweg zur Kunst
- Wolfenbüttel: Weser-Harz-Heide-Radweg
- Salzgitter: Fuhseradweg
- Eggenstedt: Aller-Radweg
- Meyendorf: Börde-Radweg
- Wanzleben: Sülze-Radweg
- Bad Salzelmen: Börde-Hamster Radweg
- Schönebeck: Elbe-Radweg
- Lehnin: Tour Brandenburg; FONTANE.RAD-Route
- Petzow: Europa Radweg R 1
- Petzow/Potsdam: Havel-Radweg
- Berlin: Spree-Radweg; Radweg Berlin–Kopenhagen; Radfernweg Berlin–Usedom; Radweg Berlin–Leipzig